# Guernsey Bailiffség
Guernsey Bailiffség (angolul: Bailiwick of Guernsey) önkormányzó brit koronafüggőség.

## Földrajz

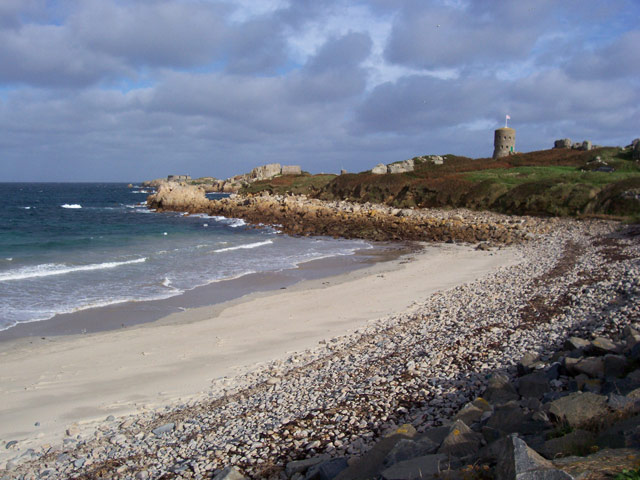
Tengerpart

Hegyes-völgyes szigetcsoport. Legmagasabb pont: Hanois (114 m).
A Guernsey Bailiffséghez az alábbi szigetek tartoznak:
- Alderney
- Herm
- Guernsey
- Sark
- néhány apróbb sziget, szirt.

## Történelem
A legutóbbi jégkorszak máig tartó interglaciális szakaszában a tengerszint emelkedésével Guernsey először félsziget lett a La Manche-csatornában, azután a többi hegyfokhoz hasonlóan szigetként elvált az európai kontinenstől.
Ekkoriban neolitikus földművesek éltek a partvidékén, dolmeneket és menhireket emeltek, Guernsey szigetén is. Az itteni faragott menhirek nagy érdeklődést váltottak ki a régészekből.
A britonok Bretagne-ba vándorlásuk közben megszállták a Lenur-szigeteket (a Csatorna-szigetek korábbi neve). A Gwent Királyságba érkezve Szent Sampson (Bretagne-ban Dol apátja) honosította meg a kereszténységet Guernsey-ben. A sziget később a Bretagne-i Hercegség birtoka lett, majd 933-ban a Normandiai Hercegség kebelezte be. Guernsey és a többi Csatorna-sziget a középkori Normandiai Hercegség utolsó maradványa, a szigeteken III. Károly brit király mint Normandia hercege uralkodik.
A középkorban a szigeteket ismételten megtámadták francia kalózok, illetve a rendes francia haditengerészet, különösen a százéves háborúban, amikor a szigeteket a franciák több alkalommal megszállták, először 1339-ben.
1372-ben a szigetet aragón zsoldosok támadták meg Owain Lawgoch (más néven Yvon de Galles) parancsnoksága alatt. Owain Lawgoch francia lovagnak adta ki magát. Ő és sötét hajú katonái a guernsey-i legendák tengerről érkező tündérei.
Az angol polgárháború idején Guernsey a parlament oldalára állt, míg Jersey királypárti maradt. Guernsey döntése összefüggött azzal, hogy itt a lakosság jelentős része kálvinista volt, vagy más reformált egyház tagja és hogy korábban I. Károly angol király elutasította, hogy fellépjen a barbár kalózok által fogságba ejtett guernsey-i tengerészek érdekében. Az egyetértés nem volt teljes, néhány királypárti fellázadt a sziget délnyugati részén, amikor Sir Peter Osbourne kormányzó királypárti csapatokkal elfoglalta Cornet várát. Ez volt az utolsó királypárti erőd, amelyik kapitulált, 1651-ben.

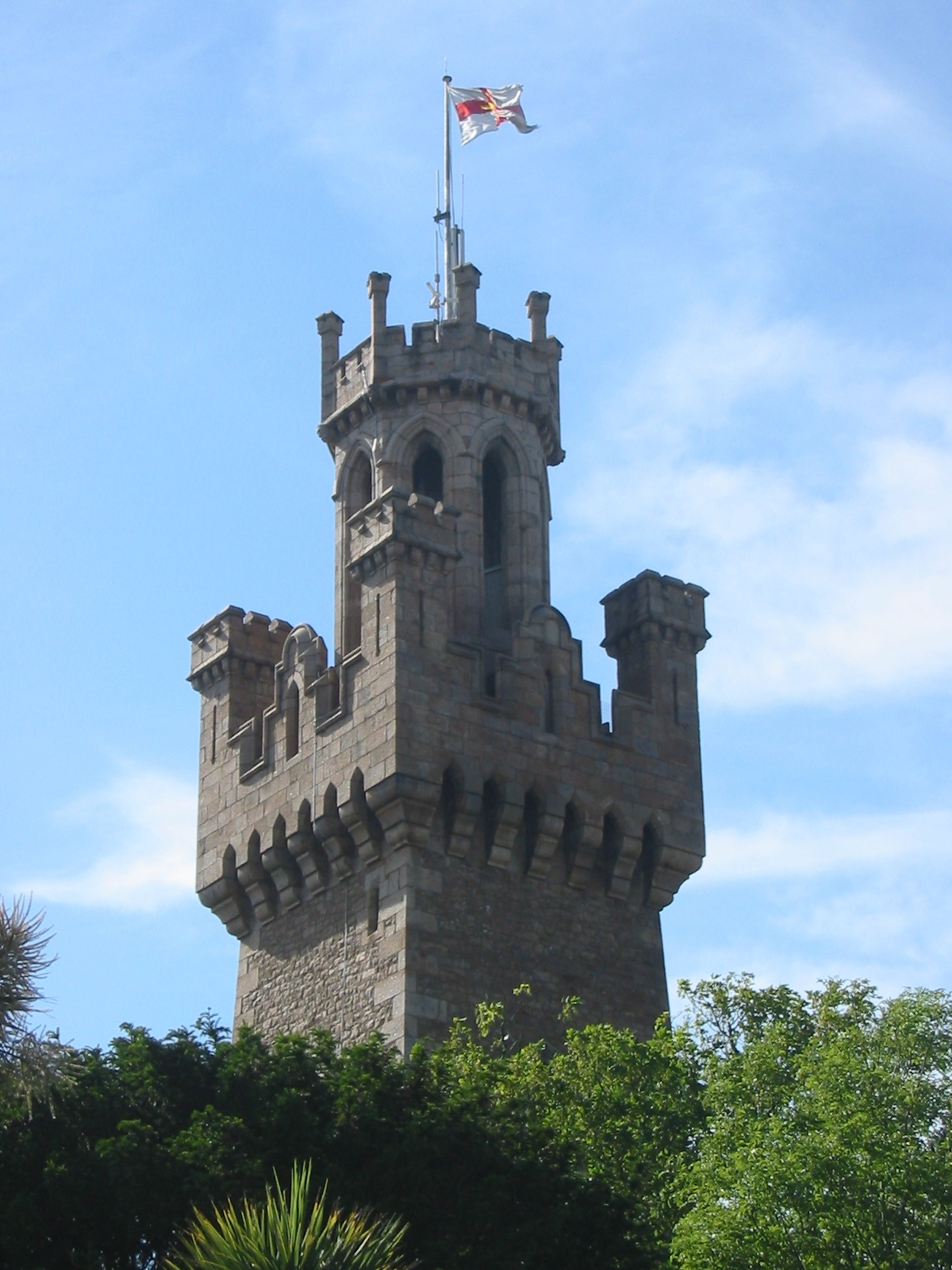
A Victoria-torony Saint Peter Portban

A 17. és 18. század folyamán, a francia–spanyol háborúk idején Guernsey hajógazdái és kapitányai kihasználták kontinentális kapcsolataikat és kalózleveleket szereztek kereskedőiknek, akik így törvényes kalózok lettek.

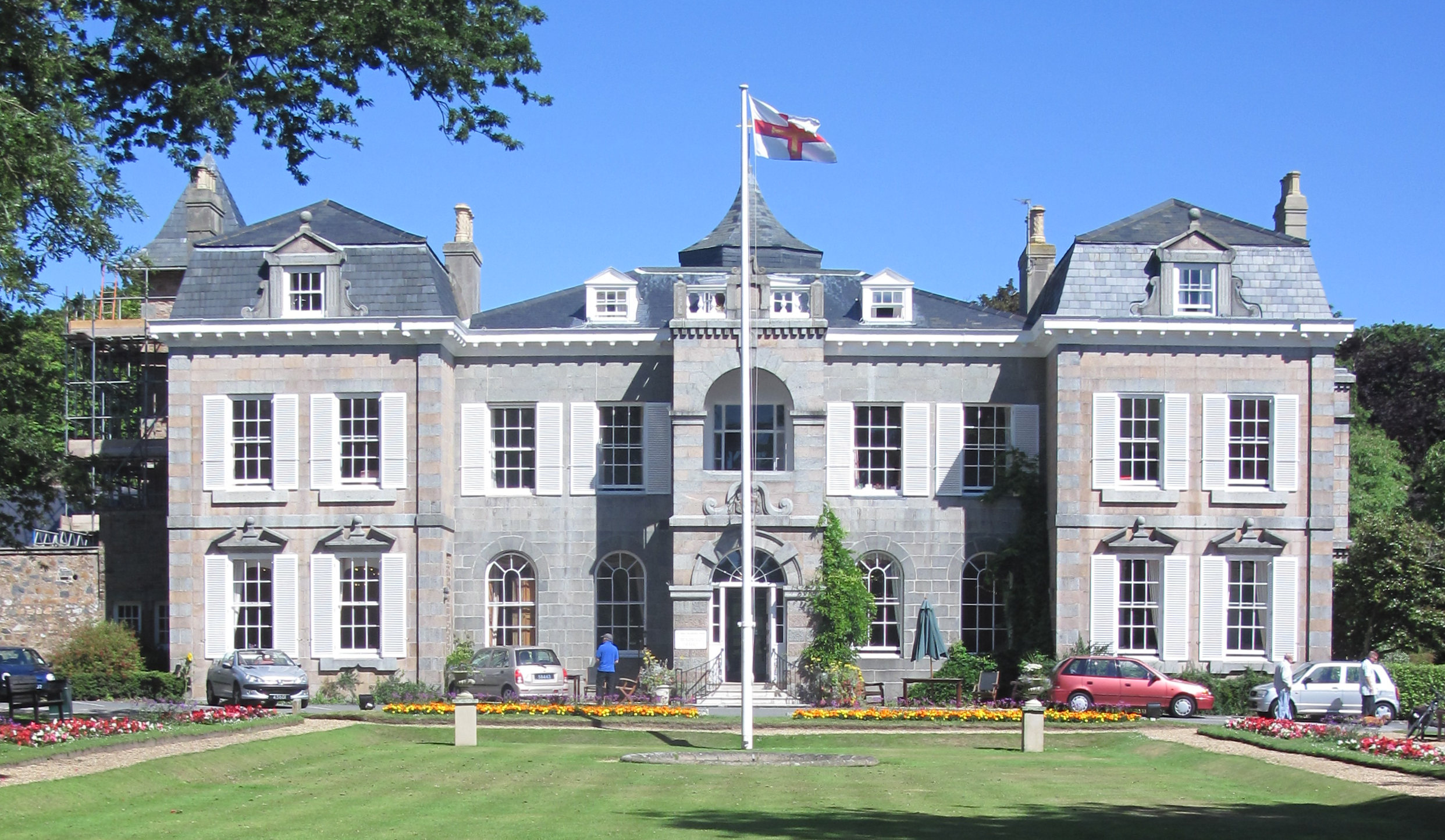
Az alkormányzó rezidenciája, a Government House

A 19. században drámaian nőtt a sziget gazdagsága, a világméretű tengeri kereskedelem és a kőbányászat virágzása miatt. Egy nevezetes guernsey-i kereskedő, William Le Lacheur építette ki Costa Rica kávékereskedelmét Európával.
Az első világháborúban kb. 3000 szigetlakó szolgált az Európában harcoló brit hadseregben. A második világháborúban Guernsey-t és tartozékait megszállták a német csapatok. A megszállás előtt sok gyereket evakuáltak Angliába, ahol rokonaiknál vagy éppen idegeneknél éltek a háború alatt. Voltak gyerekek, akik sohasem találkoztak később családjukkal. A megszállás alatt néhány szigetlakót Délnyugat-Németország táboraiba deportáltak, főleg Biberach an der Riss városba. Alderney-ben koncentrációs tábor épült, ahol főleg kelet-európaiakat kényszerítettek munkára. Ez volt az egyetlen brit földön létesült koncentrációs tábor. A visszaemlékezésekben Alderney francia nevén említik: Aurigny.
A második világháború folyamán megerődítették a szigetet, mert nagy stratégiai jelentősége volt. A németek szemmel tartották a partot és kiegészítették a Hornet-várat. Hitler megszállottan hitte, hogy a britek mindenáron megkísérlik majd visszafoglalni a szigeteket, és az Atlanti Fal anyagi eszközeinek 20%-át a Csatorna-szigetekre összpontosította. Ma a legtöbb német erődítmény érintetlen, sok magántulajdonban van, és nyitott a közönség előtt.

## Kormányzás
A Guernsey Bailiffség önkormányzó brit koronafüggőség. Az államfő az Egyesült Királyság uralkodója, aki a Csatorna-szigetek jogán a Normandia hercege (Duke of Normandy) címet használja. Az uralkodót alkormányzó (Lieutenant-Governor) képviseli, aki régente tényleges letéteményese és gyakorolója is volt a végrehajtó hatalomnak, de mára szerepe kiüresedett, jelképessé vált.
A törvényhozás a Rendi Gyűlés (States of Guernsey) joga, aminek harmincnyolc népképviselőnek (people's deputy) nevezett tagja van. A testületben a bailiff elnököl, aki a sziget főbírója, de tanácskozási joggal a korona tiszti jogászai, a főügyésznek tekinthető prokurátor (procureur) és helyettese, a kontroller (comptroller) is részt vesznek az üléseken. A népképviselőket négy évre választják.
A végrehajtó hatalom a rendek kebeléből választott öttagú Irányelvek és Erőforrások Bizottság (Policy and Resources Committee) kezében van, melynek elnöke voltaképpen a kormányfő, tagjai pedig miniszterek, akik a kormány osztályait (departments) irányítják.
A bírói hatalmat a rendektől és a kormánytól független bírósági szervezet gyakorolja. A jogrendszer a IX. századi hagyományokra visszavezethető normann szokásjogon és az angolszász jogtudományon alapul. A bailiff a sziget főbírója, aki bírói szerepe mellett bizonyos közigazgatási feladatokat is ellát. A Királyi Bíróság (Royal Court) a fő elsőfolyamodású bíróság polgári perekben és büntetőeljárásokban is. A fellebbezéseket a Fellebbviteli Bíróság (Court of Appeal) bírálja el. Rajtuk kívül még a Magisztrátusi Bíróság (Magistrate's Court) első fokon ítélkezik kisebb súlyú vétségek és kihágások eseteiben.

## Gazdaság
Gazdasági életének alapja a turizmus és a kereskedelem. Jelentős a paradicsom- , a szőlő- és a vágottvirág-termesztés. Emellett jelentős a halászat, a grafit- és a sóbányászat. Iparát a textil- és kézműipar jellemzi. Guernsey saját Guernsey-i font papírpénzekkel (1, 5, 10, 20, 50 font) és érmékkel (,1 2, 5, 10, 20, 50 penny, 1, 2 font) rendelkezik, területén a Jersey font és a Bank of England bankjegyei is érvényes fizetőeszköznek minősülnek.

## Népesség
- Népsűrűség: 732 fő/km²

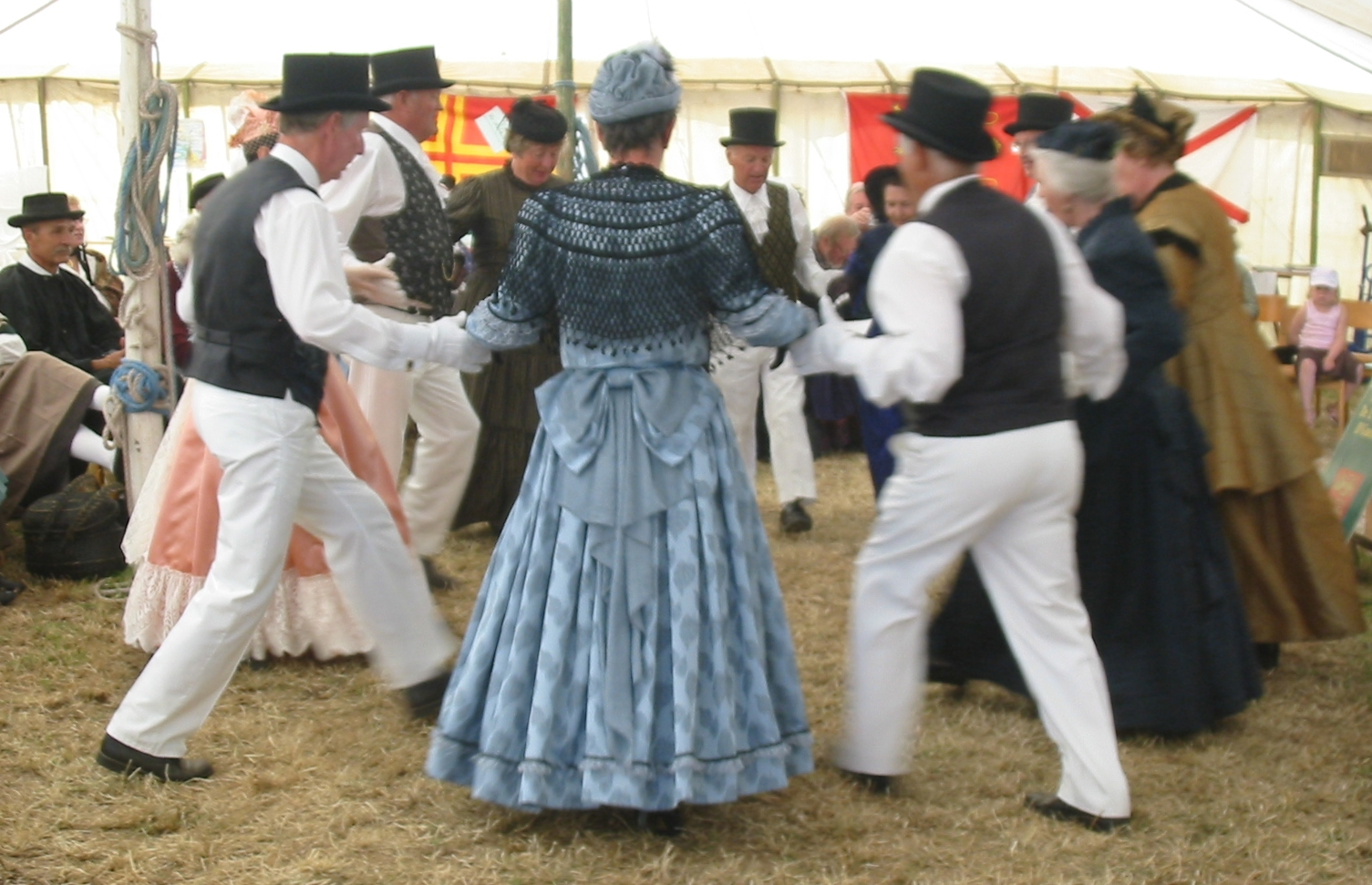
Hagyományos néptánc

- Népcsoportok: angol, francia (normann leszármazottak)

## Közlekedés
- Közutak hossza: 200 km
- Vasútvonalak hossza: 5 km
- Repülőterek száma: 2
- Kikötők száma: 2